# Álvaro Fernández (Fußballspieler, April 1998)
Álvaro Fernández Llorente (* 13. April 1998) ist ein spanischer Fußballspieler. Der Torwart spielt seit Sommer 2019 für die SD Huesca.

## Karriere
Fernández spielte in der Jugend bei CA Osasuna, wo er in den Erwachsenenbereich als Torhüter der Reservemannschaft und Ersatztorhüter der Profimannschaft aufstieg, Am 25. September 2016 kam er zu seinem Debüt in der Primera División, als er bei einer 1:3-Niederlage gegen den FC Villarreal den verletzten Stammtorhüter Mario Fernández ab der Halbzeitpause ersetzte. Nach dem Abstieg des Klubs zum Saisonende wechselte er zur AS Monaco, kam dort aber ebenfalls nicht über die Reservemannschaft hinaus und wurde 2018 an den Extremadura UD in die Segunda División verliehen. Ende Juni 2019 wechselte er zum spanischen Zweitligisten SD Huesca. Dort gelang ihm als Stammtorwart mit seinen Mannen der Aufstieg in die höchste spanische Spielklasse, bevor es im Jahr darauf wieder retour in die zweite Liga ging. Im August 2021 lieh ihn Huesca an den englischen Erstligaaufsteiger FC Brentford aus, wobei zusätzlich eine Option auf eine „Festbeschäftigung“ zum Ende der Saison 2021/22 vereinbart wurde.
Im Sommer 2019 kehrte Fernández dauerhaft nach Spanien zurück und schloss sich dem Zweitligisten SD Huesca an. Dort war er Stammspieler und stieg mit dem Klub in die Primera División auf, zeitgleich etablierte er sich zudem im Kreis der spanischen U-21-Nationalmannschaft. Nach dem Aufstieg verpflichtete der Klub mit Andrés Fernández einen neuen Torhüter, der ihn zu Saisonbeginn zwischen den Pfosten verdrängte. Ab Dezember eroberte er sich den Stammplatz zurück, mit dem Klub verpasste er jedoch im Sommer 2021 den Klassenerhalt. Auch in der U-21-Auswahl hatte er sich zwischenzeitlich als Nummer 1 herauskristallisiert, bei der U-21-Europameisterschaft 2021 erreichte er mit der Mannschaft das letztlich gegen Portugal verlorene Halbfinale. Wenige Tage später kam er zu seinem Debüt in der spanischen A-Nationalmannschaft, als nach einem positiven COVID-19-Test von Sergio Busquets Teile des Kaders für die anstehende Europameisterschaftsendrunde 2021 in Quarantäne mussten und die U-21-Auswahl beim Trainingsbetrieb unterstützte. Beim 4:0-Erfolg über Litauen hütete er 68 Minuten das Tor und wurde anschließend durch den seinerzeit bei RB Leipzig spielenden U-21-Ersatztorhüter Josep Martínez ersetzt.